# Samuel Nethenus
Samuel Nethenus (* 15. Mai 1628 in Rees; † März 1707 in Amsterdam, Niederlande) war ein deutscher reformierter Theologe. Sein Halbbruder war der Theologe Matthias Nethenus.

## Leben
Der 1628 als Sohn eines reformierten Pfarrers in Rees geborene Samuel Nethenus studierte nach Absolvierung seiner Schullaufbahn am Gymnasium in Wesel Theologie in Harderwijk. 1647 wurde Nethenus Rektor in Batenburg, 1649 Gehilfe seines Großvaters, der in Baerl die Pfarrstelle innehatte. 1667 übernimmt er diese Stelle als Nachfolger seines Großvaters. Er schätzt die führenden Theologen der niederländischen Nadere Reformatie Willem Teelinck, Jodocus von Lodenstein und Jacobus Koelman. Im Sinne der Nadere Reformatie tritt er in der Classis Moers für eine strengere Sonntagsheiligung und Kirchenzucht ein. 1671 schlägt er ein gesamtes Programm "Zur Reformation des Lebens" in seiner Kirche vor. In seiner Gemeinde kam es zu Klagen über eine Fülle pastoraler Eigenmächtigkeiten, scharfe Gesetzespredigt und die Abschreckung vom Abendmahlsgang.
Von 1671 bis 1674 war er in der Abwehr des Labadismus am Niederrhein tätig. Er wandte sich gegen jeden Separatismus von der Kirche. Seine wohl eigenmächtig geführten Gespräche mit Labadisten in Wesel und Krefeld führten jedoch zu Beschwerden der entsprechenden Presbyterien.
In der Folgezeit geriet er selbst in Konflikt mit seiner Gemeinde und der Classis. 1676 erkannte er fremde Zeugnisse zur Abendmahlsteilnahme nicht mehr an. Er klagt in seiner Schrift "Seufendes Turteltäublen und Zions Tränenklage" über Missstände in der Pastorenschaft und den Gemeinden. Äußeres Kirchenwesen und volkskirchlicher Abendmahlsgebrauch sind für ihn Missbrauch und Abgötterei. 1678 wird durch eine Visitation bekannt, dass Nethenus das Presbyterium nicht mehr einberuft, dass er allein über den Ausschluss vom Abendmahl entscheidet und die Zahl der Kommunikanten radikal verringert wurde. Als er Weihnachten 1682 dann das Abendmahl ausfallen lässt, weil er keine gesegnete Kommunion erwartete, wird er im Februar 1683 suspendiert. Trotz mehrfachen Bemühungen erhielt Nethenus die Stelle nicht zurück und wurde schließlich Pfarrer in Gulpen, wo sein Wirken auch nicht konfliktfrei war.
1691 wird er als Konsistorialrat und Hofprediger der Grafschaft Isenburg nach Birstein berufen wurde. Als er dort wegen der kirchlichen Rechte des Landesherrn in Konflikt mit diesem geriet, wurde Nethenus 1696 abermals seines Amtes enthoben. Nethenus zog daraufhin nach Amsterdam, wo er 1697 seine Verteidigungsschrift „Apologia“ veröffentlichte und im März 1707 verstarb.
Nethenus gilt als Verfechter des niederländischen Pietismus, dessen Gedankengut er auch am Niederrhein zu verbreiten suchte. Obgleich sich die von Nethenus betreuten Gemeinden dem zunächst widersetzten, gilt Nethenus als erster Wegbereiter der pietistischen Prägung der reformierten Kirche der Grafschaft Moers.

## Werke (Auswahl)
- Lux in tenebris: Van de nootsakelikheyt der geheyligde Kennisse (1657/71)
- Lern sterben weil du lebst! Oder: Ein Traur-Gedicht über den viel betrauerten tödlichen Hingang des Hocherwürdigen hoch- und wolgelehrten Herren Matthias N. (1686)
- Apologia Netheniana qua ostenduntur & extimulantur pastor & auditor re vere & nomine veri (1697)